# Ministère du Travail et de la Protection sociale de la population
Le ministère du Travail et de la Protection sociale de la population est une agence gouvernementale au sein du cabinet azerbaïdjanais chargée de réglementer les marchés du travail et d'assurer la protection sociale de la population azerbaïdjanaise. Le ministre du Travail et de la Protection sociale de la population est Sahil Babayev.

## Histoire
Le ministère du Travail et de la Protection sociale de la population a été créé le 10 décembre 1992 par le décret du président d'Aboulfaz Eltchibeï.

## Structure
Les principales fonctions du ministère sont les suivantes:
- Organisation et préparation des politiques de l'État dans le secteur du marché du travail, de la sécurité sociale, de la fourniture des retraites, de la démographie et des migrations et application de ces politiques dans le cadre des lois et des normes de la législature azerbaïdjanaise ;

- Organisation de programmes de rééducation pour handicapés, assistance aux handicapés avec acquisition d'appareils prothétiques ;

- Réglementation sur l'application des lois garantissant la protection de la main-d'œuvre, les relations de travail, l'hygiène du lieu de travail, la migration ;
- Protection des droits de toutes les personnes employées dans toutes les entreprises, sociétés, bureaux et organisations, quel que soit leur statut juridique gouvernemental ou non gouvernemental, etc.

## Relations bilatérales
Le ministère du Travail et de la Protection sociale de la population coopère avec plus de vingt pays différents tels que la Russie, la Turquie, l'Allemagne, la Suède, l'Autriche, les Pays-Bas, la Bulgarie, la Lettonie, la Biélorussie et le Kazakhstan.